# Ambelakia (Agios Vasilios)
Ambelakia (griechisch Αμπελάκια (f. sg.) = Weinberg) ist der heutige Name eines antiken Friedhofs auf dem gleichnamigen Hügel etwa 1,3 km westlich des griechischen Ortes Agios Vasilios in der Korinthia. Etwa 500 m östlich befindet sich die archäologische Stätte von Zygouries.

## Beschreibung
Der Hügel Ambelakia steigt nach Süden zum Arachneo-Gebirge hin an. An dessen Ostseite entdeckte der amerikanische Archäologe Carl Blegen 1921–1922 den antiken Friedhof. Er fand insgesamt 53 Gräber aus verschiedenen Zeiten: drei oder vier aus dem Frühhelladikum, zwei aus dem Mittelhelladikum, drei aus dem Späthelladikum, 40 aus römischer Zeit und vier mit unsicherer Datierung. Ein weiteres Grab aus Geometrischer Zeit wurde etwa einen halben Kilometer westlich an der Bahnlinie entdeckt. Die bronzezeitlichen Gräber standen sehr wahrscheinlich mit der Siedlung von Zygouries in Verbindung. Wo sich der spätere Ort befand, ist unbekannt. Blegen vermutete, dass sich die römische Siedlung oberhalb des modernen Agios Vasilios befand, obwohl dort bisher noch keine römischen Funde darauf hindeuten.

### Frühhelladikum
Die Gräber aus frühhelladischer Zeit waren eher Ossuarien. Es waren sehr einfache Gruben, die zum Teil kleine natürliche Höhlen ausnutzten (Gräber XX und XXIII). Möglicherweise waren diese beiden Gräber älter als die beiden Gräber VII und XVI, die keine Höhlung integrierten.

#### Grab VII
Das Grab war oval, mit 2,60 × 1,85 m, und lag in einer Tiefe von 1,25 m. In ihm lagen die schlecht erhaltenen Knochen von 12–14 Erwachsenen verstreut. Nur die Mitte war frei von Knochen. Es ist jedoch nicht bekannt, ob dies durch eine spätere Störung entstand oder der Bereich für ein späteres Begräbnis freigehalten wurde. Es gab nur wenige Grabbeigaben: Goldornament mit Spirale aus Silberdraht (Ohrring?), kleines Stück Silberfolie, kleine, flache Silberscheibe, Bronzenadel, zwei Perlen aus Karneol, eine Perle aus weichem grünen Stein, ein Amulett in Form eines Fußes, eine dünne Obsidianklinge, eine Muschel, und Scherben von vier Keramikgefäßen: Sauciere, flache Schale, unbemalter Krug, ungewöhnliches Gefäß in Form einer Tabakpfeife.
Über dem Grab wurde später zu einer unbestimmten Zeit ein weiteres Grab angelegt. Es war oval, mit 1,25 × 0,40 m, in einer Tiefe von 0,50 m und war mit einer Steinplatte aus Poros von 1,40 × 0,85 × 0,20 m abgedeckt. Vermutlich wurde bei seiner Anlage das ältere Grab nicht gestört. Der Leichnam war in Hockerlage auf der rechten Seite liegend mit Kopf im Süden und Blick nach Osten abgelegt. Einzige Grabbeigabe war ein Bronzering, der sich am kleinen Finger oder am Ringfinger der linken Hand befand.

#### Grab XVI
Grab XVI lag 20 m südöstlich von Grab VII. Es war 1,33 m lang, 1,05 m breit und 1,30 m tief, das Nordende war rechteckig und das Südende rund geformt. Die Knochen von drei Toten waren zur westlichen Seite geräumt worden, während der östliche Teil frei von Knochen war. Als Beigaben fand man eine dünne Bronzenadel und drei große Keramikscherben.

#### Grab XX
35 m südlich von Grab XVI lag Grab XX. Es war oval, mit 1,96 × 1,78 m, und war 0,70–1,00 m tief. Es war in den weichen Fels gehauen und hatte im Süden einen natürlichen Felsüberhang. Die Knochen von 15 Individuen waren im Süden unter dem Felsvorsprung aufgestapelt. Es gab keine Stratigraphie, sodass man davon ausgehen muss, dass sie alle gleichzeitig beiseite geräumt wurden. Der nördliche Teil des Grabs war bis auf einen Stein, der hineingefallen war, leer. An einem Schädel fand man zwei Teile einer Silberfolie – hierbei handelte es sich vermutlich um ein Diadem. Als weitere Grabbeigaben fand man Goldornamente eines Ohrrings, eine Silbernadel, einen kleinen Bronzespatel, eine Bronzenadel, eine zylindrische Perle aus Karneol, eine Perle aus Steatit, ein Spinnwirtel aus Knochen, einen groben Tonkrug mit zwei vertikalen Griffen, eine flache Schale und eine Patera.

#### Grab XXIII
Das irregulär geformte Grab XXIII lag 6 m südlich von Grab XX, war 1,50 × 0,80 m groß und 1,50 m tief. Es integrierte eine kleine natürliche Höhle unter einem Felsvorsprung aus Konglomerat, die mit grob behauenen Steinen aus Poros verschlossen war. Die Höhle war fast rund, mit einem Durchmesser von 2,50 m und einer Höhe von 0,70 m. In dem Grab fand man frühhelladische Tonscherben, wenige menschliche Knochen und ein großes Bruchstück eines groben Tongefäßes. Außerhalb der Höhle fand man noch ein seltsames, flaches Bronzeornament. In römischer Zeit wurde genau in dem älteren Grab ein Dachziegelgrab angelegt. Hierbei wurden an den Langseiten jeweils zwei Dachziegel so platziert, dass sich die gegenüber befindlichen Dachziegel berührten und ein Dach über dem Leichnam formten. Bei der Anlage des römischen Grabes wurde die Höhle teilweise ausgeräumt, und so gelangte neben dem Bronzeornament auch reichlich frühhelladische Keramik in die Erde, mit der das spätere Grab verfüllt wurde.

### Mittelhelladikum
Man fand nur ein Grab, das man eindeutig dem Mittelhelladikum zuordnen konnte.

#### Grab XXII
Es befand sich 5 m westlich von Grab XX. Es war ein einfaches Erdloch von 1,00 × 1,50 m und einer Tiefe von 1,00 m. Es wurde dreimal für Begräbnisse verwendet. In einer Tiefe von 0,40–0,50 m fand man nur sehr wenige Knochen ohne weitere Beigaben. Darunter von 0,50–0,75 m gab es einige Knochen von einem oder mehreren Individuen und zwei mattbemalte Krüge. In der untersten Schicht von 0,80–1,00 m fand man zwei Leichname in Hockerlage. Sie waren so abgelegt, dass sie sich gegenseitig anblickten. Das südliche Skelett eines Erwachsenen lag auf der linken Seite mit Kopf im Westen und Blick nach Norden. Über der rechten Schulter lag eine kleine mattbemalte Tasse mit Korbgriff. Das kleinere Skelett eines Kindes lag im Norden auf der rechten Seite ebenfalls mit Kopf im Westen und Blick nach Süden. Die beiden Leichname wurde gleichzeitig beigesetzt.

### Späthelladikum
Die mykenischen Kammergräber stammen aus der Mitte des Späthelladikums III. Es handelt sich um die Ruhestätten von einfachen Menschen.

#### Grab XXXIII

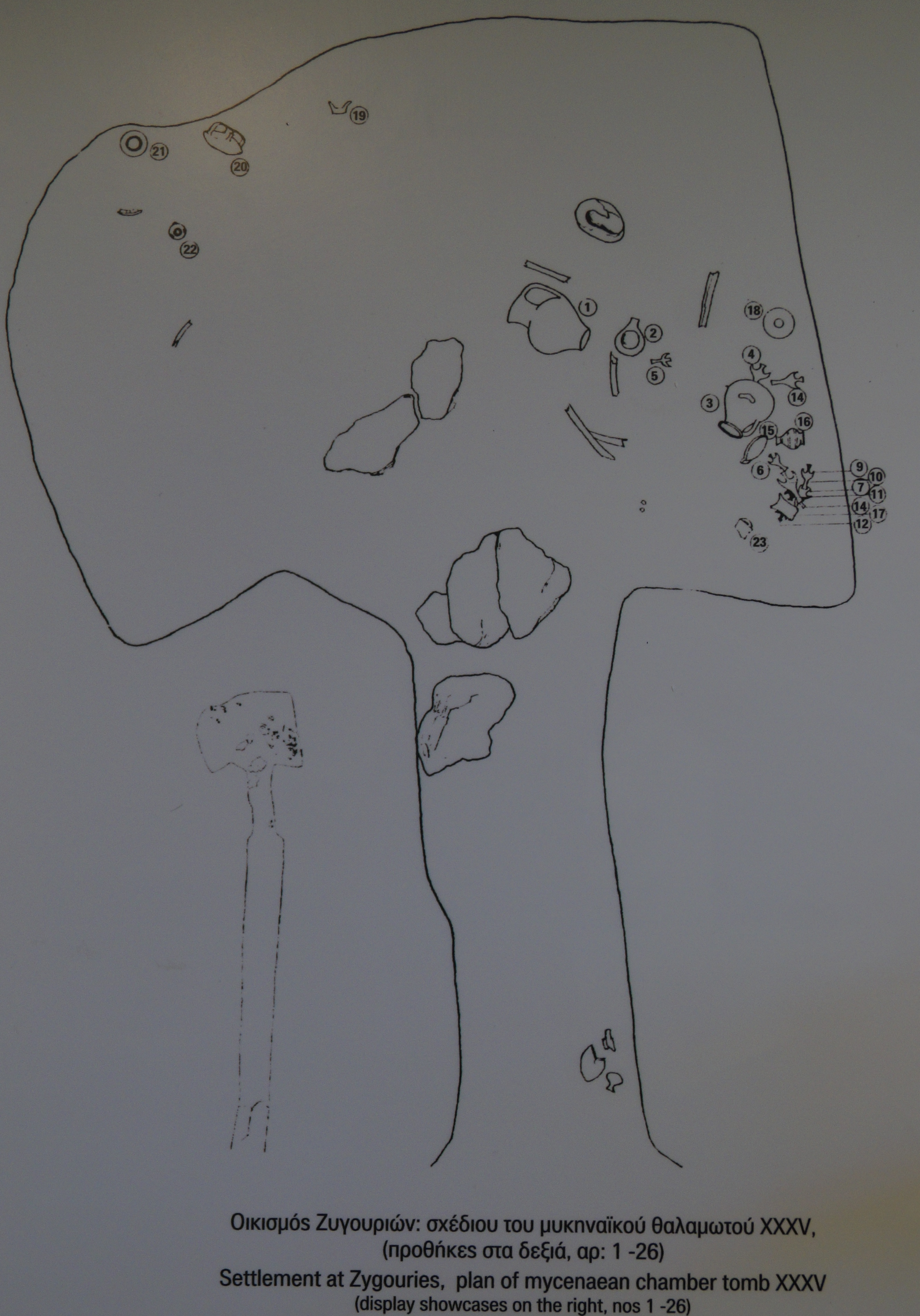
Plan von Grab XXXV

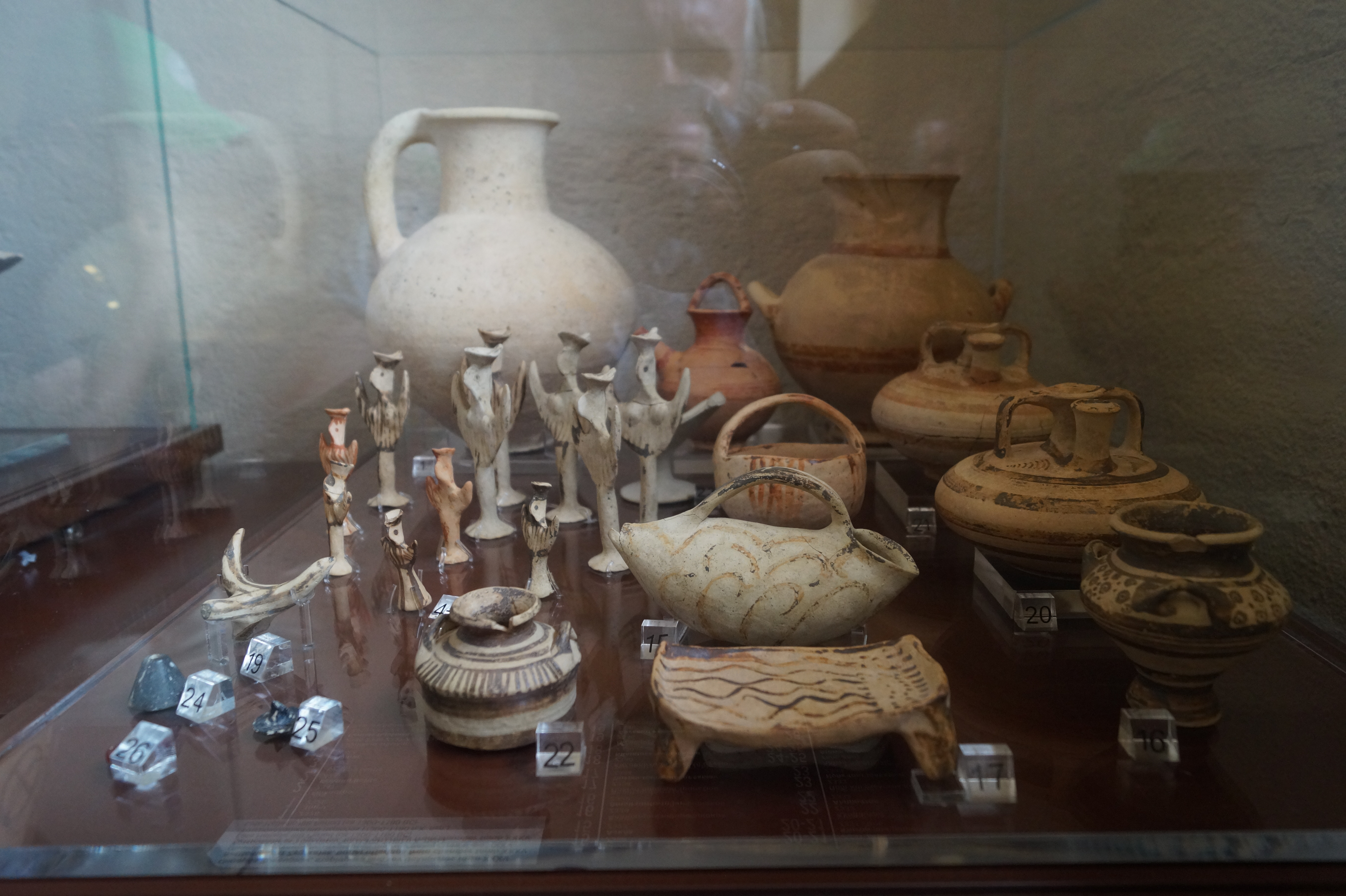
Funde aus Grab XXXV

Das Kammergrab wurde 30 m nordöstlich von Grab XX angelegt. Der 6,55 m lange Dromos war in den anstehenden Fels geschlagen und verlief von Ost nach West. Seine Breite in Bodenhöhe nahm von Ost nach West von 0,87 m auf 1,01 m zu. Die Wände waren etwa nach innen geneigt, so dass die Breite vor dem Eingang zur Grabkammer in 2,35 m Höhe nur 0,73 m breit war. Der Eingang war 1,14 m hoch und oben leicht abgerundet. Auch die Breite des Eingangs nahm vom Boden von 0,64 m nach oben auf 0,48 m ab.
Der Eingangskorridor war 1,20 m lang und seine Verlauf wich um 7° nach Süden von der Ausrichtung des Dromos ab. Der Eingang war mit Steinen aus Poros zugemauert. Die eingestürzte Grabkammer war 3,39 m breit und 2,07 m tief. Im Süden der Kammer war ein Steinkistengrab von 0,80 × 0,55 m und 0,25 m Tiefe in den Boden eingelassen. In ihm fand man nur zwei Keramikscherben. Im Grab fand man zwei große, unbemalte Krüge, eine gedrungene Bügelkanne, ein linsenförmiges Siegel aus Steatit, eine Perle aus Steatit, drei Psi-Figuren aus Terrakotta, drei Spinnwirtel aus Steatit, zwei kleine Krüge, zwei kleine Bügelkannen, einen Topf mit Korbgriff, einen unbemalten Krug mit zwei Griffen, einen hohen, bemalten Krug und zwei bemalte, niedrige Krüge. Das Grab wurde zu SH III B1 (etwa 1320–1250 v. Chr.) angelegt.
Zu einer späteren Zeit, noch bevor die Grabkammer einstürzte, wurde ein zweites Steinkistengrab angelegt. Es wurde von oben durch die Kammerdecke angelegt und befand sich 1 m über dem Kammerboden. Da man neben einigen Knochen keine Beigaben fand, kann es nicht datiert werden.

#### Grab XXXV
5 m nördlich von Grab XXXIII gab es ein zweites Kammergrab. Der Dromos verlief auch von Ost nach West, war 8 m lang und seine Breite nahm von 0,85 m auf 1,05 m zu. Die Wände waren stärker nach innen geneigt, so dass sich die beiden Seiten vor dem Eingang in 2,90 m Höhe fast berührten. In der nördlichen Seitenwand des Dromos gab es im mittleren Abschnitt in einer Höhe von 1,10 m Höhe eine 0,35 m tiefe Nische, die mit einer Steinplatte aus Poros verschlossen war. Sie diente entweder als Grabstätte oder der Verwahrung von Knochen. Im südlichen und im nördlichen Teil das Dromos fand man jeweils ein Schachtgrab. Da sie keine Beigaben enthielten, konnte ihr Alter nicht bestimmt werden und auch nicht, ob sie vor oder nach dem Bau des Kammergrabs angelegt wurden. In römischer Zeit wurden sie ein zweites Mal zur Beisetzung verwendet. Auf dem Boden des Dromos fand man Scherben von mindestens zwei unbemalten, späthelladischen Kylikes.
Der Eingangskorridor war 1,60 m hoch, 0,80 m breit und 1,71 m lang und war mit unregelmäßigen Steinen aus Poros zugemauert. Im Korridor hinter der Mauer fand man einen kleinen und einen großen Krug und eine Tasse aus römischer Zeit. Sie stammen vermutlich von dem römischen Dachziegelgrab, das nach dem Einsturz der Grabkammer dort angelegt wurde.
Die fast rechteckige Grabkammer maß 2,82 × 2,20 m. In Bodennähe fand man weder Knochen noch Beigaben. Auf dem Boden gab es eine 0,75 m dicke Schicht von brauner Erde, diese hatte sich wahrscheinlich nach dem Bau des Grabes vor der ersten Nutzung hier abgelagert. Auf der braunen Erde fand man die Knochen von ein oder zwei Individuen, 11 Psi-Figuren, ein Terrakottamodell eines Tischs, einen Stierkopf aus Terrakotta, zwei kleine Bügelkannen, eine flache Schale, einen unbemalten, großen Krug, einen Askos, einen birnenförmigen Krug mit drei Griffen, einen kleinen Alabastron, eine Hydria, eine Babyflasche, eine kleine Schale mit Korbhenkel, eine Kylix, zwei Spinnwirtel aus Steatit und eine Perle aus Karneol. Das Grab wird in die Zeit von SH III A2/B1 (etwa 1350–1250 v. Chr.) datiert.

#### Grab XXV
Das unvollendete Kammergrab XXV befindet sich etwa westlich von Grab XXXV. Man legte einen 2 m langen und 0,62 m breiten Dromos an und brach die Arbeiten dann aus unbekannten Gründen ab.

### Gräber aus unbestimmter Zeit
Diese Gräber waren alle von der gleichen Bauart, enthielten aber keine datierbaren Gegenstände. Sie wurden irgendwann zwischen 2000 v. Chr. und dem 4. Jahrhundert n. Chr. angelegt. Wegen ihrer Ähnlichkeit mit dem Grab, das über dem frühhelladischen Grab VII angelegt wurde, vermutete Carl Blegen, dass die Gräber vom Ende des Frühhelladikums oder Anfang des Mittelhelladikums stammen.

#### Grab IX
Das Steinkistengrab von 0,36 × 1,25 × 0,55 m lag 6 m nordwestlich des Grabs VII. Es war mit einer Steinplatte aus Poros von 1,54 × 0,90 × 0,2 abgedeckt und enthielt weder Knochen noch Beigaben.

#### Grab X
Das Steinkistengrab war Grab IX sehr ähnlich und lag 10 m nördlich von Grab VII. Es war mit einer Deckplatte von 1,52 × 0,90 × 0,24 m abgedeckt und hatte außer vielen kleinen Steinen keinen Inhalt.

#### Grab XV
Es befand sich 4 m nordöstlich von Grab VII, war 0,42 × 1,60 × 0,45 m groß und war mit einer Deckplatte von 1,25 × 0,84 × 0,29 m zugedeckt. In dem Grab fand man eine Tonscherbe eines groben Gefäßes, das auf der Töpferscheibe geformt wurde. Es stammt vermutlich aus römischer Zeit und ist dort aus einem benachbarten Dachziegelgrab hinein gelangt.

### Geometrische Zeit

#### Grab XVIII
Dieses Grab lag etwa 0,5 km westlich außerhalb des Friedhofs. Es befand sich in der Böschung westlich der Eisenbahnlinie 20 m südlich von Kilometer 27,6. Das Steinkistengrab hatte West-Ost-Ausrichtung und wurde beim Bau der Eisenbahnlinie stark beschädigt, sodass nur noch 0,45 m von dem Grab erhalten blieben. Es war 0,60 m breit und enthielt noch einen Krater, einen Oinochoe und einen Bronzering. Knochen waren keine mehr erhalten.

### Römische Zeit
Die meisten Gräber stammen aus römischer Zeit. Es handelte sich um Dachziegel- oder Schachtgräber. Da sie oftmals leer oder fast leer waren, öffnete Carl Blegen die meisten nicht. Obwohl die Gräber wesentlich jünger als die anderen Gräber sind, sind meist gar keine Knochen erhalten.

#### Grab VIII
Das in den Fels gehauene Grab lag 15 m nordöstlich von Grab VII. Der Leichnam war mit einem gebogenen Dachziegel von 0,86 × 0,40 m und einem kleineren bedeckt. Hierbei ruhte die eine Seite des Ziegels auf dem Grabboden und die andere lehnte an die Grabwand. Das flache Grab war mit Erde verfüllt und enthielt einen kleinen, groben, auf der Töpferscheibe gemachten Krug, aber keine Knochen.

#### Grab XII
Das Schachtgrab befand sich 10 m südlich von Grab VII. Es war oval mit 2,06 × 0,55 m und 0,65 m tief. Es war mit drei gebogenen Dachziegeln abgedeckt und enthielt weder Knochen noch Beigaben.

#### Grab XIII
Bei Grab XIII, das 5 m westlich von Grab VIII lag, handelt es sich um einen einfachen Grabschacht von 1,52 × 0,50 m und 0,60 m Tiefe. Es gab keine Abdeckung. Man fand einen Schädel und noch ein paar Knochen. Als Grabbeigaben gab es einen kleinen Krug und eine Bronzemünze des Constantius Gallus. Auf der Vorderseite der Münze ist ein Kopf ohne Kopfbedeckung dargestellt und auf der Rückseite ein Kämpfer mit Helm, Schild und Speer, der einen Feind zu Pferd aufspießt. Darunter steht RQZ und im Feld Γ.
Die Inschriften lauten:

Verse: D N FL CL CONSTANTIVS NOB CAES

Reverse: FEL TEMP RE-PARATIO
Da Constantius Gallus von 351 bis 354 regierte, stammt das Grab frühestens aus der Mitte des 4. Jahrhunderts.

#### Grab XIV
Das Grab war ähnlich Grab XIII und lag 5 m nördlich davon. Es war 1,50 m lang und war im Westen 0,48 m breit und erweiterte sich nach Osten auf 0,70 m. In dem 1,05 m tiefen Grab fand man einen kleinen, groben Krug von der Töpferscheibe, aber keine Knochen.

#### Grab XVa
Es wurde über Grab XV angelegt und war wie Grab VIII mit Dachziegeln, mit 0,95 × 0,35 m und 0,78 × 0,35 m Größe, abgedeckt. Es war 1,72 m lang und die Breite variierte zwischen 0,23 m und 0,53 m. Man entdeckte einen großen, groben Krug aber keine Knochen.

#### Grab XVII
Das Schachtgrab lag 5 m östlich von Grab XV war 2,30 × 1,10 m groß und 1,10 m tief. Es hatte keine Abdeckung, enthielt keine Knochen, jedoch eine kleine Schale als Beigabe.

#### Gräber XXXIII
Die zwei Dachziegelgräber lagen in dem Dromos von Kammergrab XXIII. Sie ähnelten den Gräbern VIII und XVa und hatten keinen Inhalt.
Auch in der eingestürzten Kammer des Kammergrabs wurde ein Grab aus Steinen und griechischen Ziegeln angelegt. Es war mit Steinplatten aus Poros und einem Bruchstück eines großen Pithos abgedeckt. Es enthielt wenig Knochen und keine anderen Objekte.